# 摧毁以色列倒计时钟
摧毁以色列倒计时钟是位于伊朗德黑兰的一個数字时钟。這個數字時鐘是伊朗當局認定的以色列滅亡倒计时時鐘。该钟于2017年6月的聖城日首次揭幕。该时钟的倒计时时间從8,411天算起，這与伊朗最高领袖阿里·哈梅內伊2015年的声明相吻合，當時他预测：以色列活不過25年。 